# Ile Soleil
Ile Soleil - sztuczna wyspa o powierzchni 0,136 km² należąca do archipelagu Seszeli. Położona w zachodniej części Oceanu Indyjskiego, 50 metrów od wschodniego wybrzeża wyspy Mahé w dystrykcie Anse aux Pins, w pobliżu pasa startowego Międzynarodowego Portu Lotniczego Mahé.
Wyspa powstała z osadów dennych wydobytych metodą bagrowania, zastosowaną wcześniej podczas rozbudowy portu morskiego w stolicy kraju. W lutym 2025 roku na wyspie został wmurowany kamień węgielny pod budowę centrum zdrowia dla okolicznych mieszkańców.